# Hispo tenuis
Hispo tenuis là một loài nhện trong họ Salticidae.
Loài này thuộc chi Hispo. Hispo tenuis được Fred R. Wanless miêu tả năm 1981.